# أيوب ثاكور
محمد أيوب ثاكور (1948 - 10 مارس 2004) هو ناشط سياسي كشميري، ومؤسس حركة حرية كشمير العالمية، ومقرها لندن، وهي منظمة تدعي أنها تسعى إلى حل سياسي سلمي للنزاع في كشمير.
أسس منظمة خيرية لجمع التبرعات للمنكوبين في كشمير سنة 2000، واتُهم بدعم حزب المجاهدين بأموال الجمعية الخيرية، لكن لم يُثبت عليه شيء، وقال ثاكور أنه أرسل الأموال للمعوزين ولديه وثائق وأدلة مصورة تثبت ذلك. وقال أن الأموال أرسلت لشراء 800 ماكينة خياطة للأرامل. كافح ثاكور من أجل حق تقرير المصير لشعب جامو وكشمير، وبعد وفاة ثاكور في عام 2004 أصبحت حركة حرية كشمير العالمية وجمعيته الخيرية غير نشطتين وليس لديها أي مصدر منتظم للأموال.
ألقى ثاكور العديد من المحاضرات حول قضية كشمير، والتي حضرها المئات من جميع أنحاء العالم، كما حاضر في عدد من الجامعات ومؤسسات الفكر بما في ذلك جامعات أكسفورد وكامبردج وهيئات الأمم المتحدة.